# Demografia Braziliei

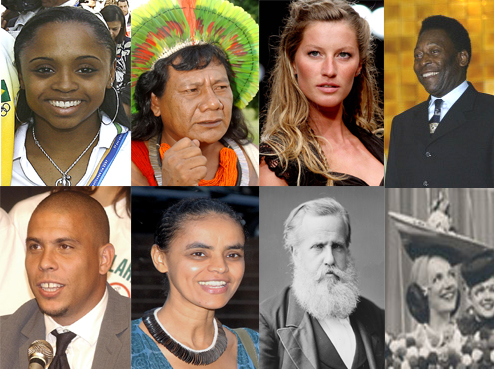
Brazilieni

Populația Braziliei este alcătuită din mai multe grupuri etnice și rasiale, 49,9% din populație fiind albă, 43,2% mulatră, iar restul neagră, asiatică sau amerindiană. Se vorbesc circa 180 de limbi diferite, cea mai răspândită fiind portugheza.
Brazilia are o populație de 213.016.000 locuitori, densitatea acesteia fiind de 22,6 loc/km². Limba oficială în stat este portugheză, iar religia majoritară creștinismul (74,7% din pop. fiind Catolici, iar 15,4 Protestanți).
Concentrarea maximă a populației se remarcă în regiunile litorale din partea orientală (peste 160 loc/km²) și sud-est (triunghiul industrial Sao Paulo-Rio de Janeiro-Belo Horizonte). Cele mai mici densități se ating în Amazonia centrală (sub 1 loc/km²).
Populația este foarte amestecată, formată din Albi (47,7%), mulatto sau mulatri (43,1%), negri (7,6%), asiatici (1,1%) și amerindieni (numai 0,4%) - conform recensământului din 2010.  Brazilienii albi sunt urmașii direcți ai coloniștilor europeni din Brazilia și constituie 47,7% din populația Braziliei și 99,4% din cea a Zonei Antarctice Braziliene. Majoritatea brazilienilor albi sunt descendenți din portughezi, germani, spanioli, italieni, ucraineni, bulgari, lituanieni.
Statul este împărțit în 26 de state și un district federal: Acre, Alagoas, Amapa, Amazonas, Bahia, Ceara, Districtul Federal, Espirito Santo, Goias, Maranhao, Mato Grosso, Mato Grosso do Sul, Minas Gerais, Para, Paraiba, Parana, Pernambuco, Piaui, Rio de Janeiro și Tocantins. Se remarcă o migrațiune în masă a populației din mediul rural în mediul urban. În marile orașe există numeroase cartiere insalubre, denumite "favelas". Natalitatea estimată în 2011 era de 17,5 promile, rata mortalității de 6,4, iar sporul natural de 1,1%, populația urbană, reprezentând 87% în 2010.
Regiunea Podișului Brazilian concentrează majoritatea populației braziliene. Având ca obiectiv dezvoltarea provinciilor din interiorul țării și pentru descongestionarea zonei litorale, statul Brazilia a construit o nouă capitală, Brasilia, care în 1960 număra 141000 locuitori. Două decenii mai târziu, populația capitalei depășea 1,6 milioane loc, iar în prezent în orasul nou și în zonele limitrofe locuiesc două milioane de locuitori. Cele mai importante orașe ale țării sunt: Sao Paulo (17711000 loc), Rio de Janeiro (10556000 loc), Porto Alegre (3699000 loc), Recife (3307000 loc), Salvador (3180000 loc), Fortaleza (3007000 loc), Belem (1634000 loc), Manaus (1432000 loc) și Santos (1257000 loc).

## Istorie
Pe lângă populația indigenă, brazilienii sunt urmașii imigranților și coloniștilor portughezi, a scavilor africani, la care se adaugă alte câteva grupuri de imigranți, care s-au stabilit în Brazilia în perioada 1820-1870. Pe lângă imigranții italieni și portughezi, un procent semnificativ a fost reprezentat de germani, spanioli, japonezi, libanezi și sirieni.  
Înainte de venirea portughezilor în Brazilia, teritoriul era populat de 2,4 milioane de amerindieni, care locuiau acolo încă din Pleistocen. Însă din anul 1500 până la câștigarea independenței, în anul 1833, aproximativ 500.000 de portughezi, majoritatea bărbați, s-au stabilit în Brazilia, ei fiind principalii imigranți. De la jumătatea sec. al XVI-lea până în 1855, ca urmare a comerțului cu sclavii, au fost aduși în Brazilia circa 4 milioane de sclavi africani, iar din 1808 au început să imigreze si alte populații, acest lucru fiind susținut de curtea portugheză care s-a mutat in Brazilia.

Statele braziliene după numărul de locuitori

Din anul 1820 până în 1975, populația imigrantă care s-a stabilit în Brazilia a ajuns la 5.680.133 de persoane,majoritatea fiind europeni. Un procent de 70% era reprezentat de portughezi și italieni, restul provenind din țări ca: Germania, Spania, japonia, Syria sau Libia.
Grupurile etnice din Brazilia au fost structurate de Institutul de Geografie și Statistică în cinci categorii, în funcție de culoarea pielii și rasă: brancos(albi), negros(negri), pardos (mulatri), amarelos (asiatici) și indios(amerindieni). Ultimul recensământ, realizat în 2005, a pus în evidență următoarele date statistice: din populația totală a Braziliei 93milioane de persoane sunt albi, 11,7milioane negri, 1,3milioane asiatici și amerindieni. Pentru prima dată în ultimele două decenii s-a constatat că populația din rasa albă nu a depășit procentul de 50%. Pe de altă parte numărul brunilor -pardos- a crescut , celelalte grupuri etnice păstrându-și aceleași procente din totalul populației. Principalul factor al acestei evoluții este reevaluarea identității grupurilor etnice discriminate în decursul timpului.
Se observă că, la nivelul țării, structura etnică a Braziliei nu este omogenă. Datorită fluxurilor masive de imigranți europeni, din sec. al XIX-lea, în Regiunea de Sud domină populația albă, însumând un procent de 76,6%. În Regiunea de Nord-Est, 61,1% din populația regiunii este reprezentată de negri și mulatri, aici fiind aduși scalvii africani să muncească. Regiunea de Nord, acoperită cu pădurea amazoniană, are o populație predominant mulatră pardos, reprezentând 71,5% din totalul populației regiunii. Sud-Estul și partea Central-Vestică sunt caracterizate de o pondere echilibrată a grupurilor etnice. 

## Principalele grupuri etnice
| Structura rasială a Braziliei | Structura rasială a Braziliei | Structura rasială a Braziliei | Structura rasială a Braziliei | Structura rasială a Braziliei |
| ----------------------------- | ----------------------------- | ----------------------------- | ----------------------------- | ----------------------------- |
| Rasă                          |                               |                               | Procent                       |                               |
| Albi                          | Albi                          |                               | 47.7%                         | 47.7%                         |
| Mulatri                       | Mulatri                       |                               | 43.1%                         | 43.1%                         |
| Negri                         | Negri                         |                               | 7.6%                          | 7.6%                          |
| Asiatici                      | Asiatici                      |                               | 1.1%                          | 1.1%                          |
| Amerindieni                   | Amerindieni                   |                               | 0.4%                          | 0.4%                          |

### Albii
Albii Brazilieni sunt cel mai numeros grup etnic. După Statele Unite, Brazilia are cea mai mare populație de albi din America, cea mai mare în emisfera sudică, și a treia pe Glob, după S.U.A și Rusia. Această populație își are originile în Portugalia, Italia, Spania, Germania, Libia, Siria, Polonia. Chiar dacă gasim în orice colț al țării populație albă, ei domină partea de Sud și Sud-Est.

### Negrii
Negrii constituie al treilea grup etnic după populația numerică, fiind reprezentați de 12 milioane persoane. Brazilienii care fac parte din acest grup etnic, sunt urmașii africanilor captivi între granițele Braziliei și care au supraviețuit scaviei.

### Mulatrii
Mulatrii, un amestec de rase, reprezintă cel de-al doilea grup etnic din Brazilia. Culoarea pielii variază de la deschis spre negru, fiind o rasă mixtă formată prin amestecul albilor, negrilor și amerindienilor. Cea mai numeroasă populație din această rasă este localizată în regiunea de nord și nord-est a Brazilie.

### Asiaticii
Asiaticii reprezintă al patrulea grup etnic al Braziliei,1 milion de persoane. Cel mai numeros grup etnic asiatic sunt japonezii, urmați de populația chineză și sud-coreenii.

### Amerindienii
Amerindienii constituie al cincilea grup etnic din Brazilia, cu o populație de 500mii de amerindieni; este cel mai vechi grup etnic al Braziliei, localizându-se în regiunea Amazonului.